# Injecció subcutània
Una injecció subcutània s'administra com una embolada sota la pell. Les injeccions per via subcutània són molt eficaces per administrar medicaments com la insulina, la morfina o la goserelina.
El teixit subcutani té pocs vasos sanguinis i, per tant, els fàrmacs que s'injecten aquí són d'absorció lenta i sostinguda. És més lent que les injeccions intramusculars, però encara més ràpid que les injeccions intradérmiques.